# Страхиня Еракович
Страхиня Еракович (серб. Страхиња Ераковић, нар. 22 січня 2001, Батайниця) — сербський футболіст, центральний захисник клубу «Зеніт» (Санкт-Петербург) і національної збірної Сербії.

## Клубна кар'єра
Народився 22 січня 2001 року в Батайниці. Вихованець футбольної школи клубу «Црвена Звезда».
У дорослому футболі дебютував 2019 року виступами на умовах оренди за команду другого сербського дивізіону «Графичар» (Белград), в якій провів один сезон, взявши участь у 21 матчі чемпіонату.
2020 року почав грати за головну команду «Црвена Звезда». Досить швидко став одним з основних центральних захисників белградської команди.

## Виступи за збірні
2017 року дебютував у складі юнацької збірної Сербії (U-17), загалом на юнацькому рівні взяв участь в 11 іграх, відзначившись одним забитим голом.
З 2020 року залучається до складу молодіжної збірної Сербії.
2022 року дебютував в офіційних матчах у складі національної збірної Сербії. Того ж року був включений до заявку команди на чемпіонат світу 2022 в Катарі.
| Дата       | Місто     | Господарі  | Результат | Гості    | Турнір                               | Голи | Примітки |
| ---------- | --------- | ---------- | --------- | -------- | ------------------------------------ | ---- | -------- |
| 2-6-2022   | Белград   | Сербія     | 0 – 1     | Норвегія | Ліга націй УЄФА 2022-2023 - 1-й етап | -    | 75'      |
| 18-11-2022 | Арад      | Бахрейн    | 1 – 5     | Сербія   | товариський матч                     | -    | 79'      |
| 24-3-2023  | Белград   | Сербія     | 2 – 0     | Литва    | Відбір до ЧЄ 2024                    | -    |          |
| 27-3-2023  | Подгориця | Чорногорія | 0 – 2     | Сербія   | Відбір до ЧЄ 2024                    | -    | 89'      |
| 16-6-2023  | Відень    | Сербія     | 3 – 2     | Йорданія | товариський матч                     | 1    |          |
| Усього     |           | Матчів     | 5         |          | Голів                                | 1    |          |

## Титули і досягнення
- Чемпіон Сербії (3):

«Црвена Звезда»: 2020-21, 2021-22, 2022-23
- Володар Кубка Сербії (3):

«Црвена Звезда»: 2020-21, 2021-22, 2022-23
- Володар Суперкубка Росії (1):

«Зеніт»: 2024